# Атабекова, Антонина Степановна
Антони́на Степа́новна Атабе́кова (в девичестве Синодеева; 3 июня 1923, Александров, Владимирская губерния — 3 июля 2014, Владимир) — советская, российская журналистка, публицистка; Заслуженный работник культуры РСФСР (1979).

## Биография
Родилась в семье мелких ремесленников. В 1940 году поступила в Московский институт стали и сплавов, с началом войны обучение прервала, вернулась к родителям в Александров. Работала на лесозаготовках, затем медсестрой, сведенистом на железной дороге, учителем в школе рабочей молодёжи; одновременно заочно училась на факультете русского языка и литературы Московского педагогического института им. В. И. Ленина.
С 1946 года работала литсотрудником, диктором, затем главным редактором александровского радио. С 1951 года — редактор районной газеты «Голос труда», в 1953—1959 годы — главный редактор владимирской молодёжной газеты «Сталинская смена» («Комсомольская искра»). В этот период в газете публиковались поэты Алексей Фатьянов, Андрей Вознесенский, писатели Сергей Никитин, Иван Назаров, Иван Ганабин, Николай Богословский, Владимир Краковский.
В 1961 году окончила факультет журналистики Высшей партийной школы при ЦК КПСС, затем по 1979 год возглавляла областной профсоюз работников культуры. Способствовала строительству санатория «Заклязьменский», детского летнего лагеря «Лесная сказка».
После выхода на пенсию возглавляла редакционный отдел управления полиграфии и книжной торговли облисполкома; была председателем совета ветеранов областной организации Союза журналистов, сопредседателем клуба заслуженных работников.
Член Союза журналистов РФ.

### Семья
Муж (с 1948) — Николай Николаевич Атабеков (ум. 3.11.2012) — участник Великой Отечественной войны, адвокат;
- дочь Елена (р. 1949, в замужестве Колесникова), журналист.

## Творчество
Создала книгу о поэте-фронтовике Иване Ганабине (2003); написала две книги воспоминаний о встречах со знаменитостями — «За всё благодарю» (2008) и «Поздний листопад» (2015). В сентябре 2015 года книга "Поздний листопад" была номинирована на областной конкурс "Владимирская книга года" в разделе "Мемуарная литература".
Помогала публикациями и передала из личной коллекции книги, журналы и брошюры литературным музеям Владимирской области: мемориальному Дому-музею Н. Е. Жуковского (с. Орехово, Собинский район), Литературно-художественному музею Марины и Анастасии Цветаевых (Александров), Музею Песни (г. Вязники).

### Избранные сочинения
Источник — Электронные каталоги РНБ Архивная копия от 3 марта 2016 на Wayback Machine
- Атабекова А. С. В селе Панфиловском. — Ярославль : Верх.-Волж. кн. изд-во, 1969. — 40 с.
- Атабекова А. С. За все благодарю : [литературно-документальное повествование]. — Владимир : Транзит-Икс, 2008. — 223 с. — ISBN 978-5-8311-0379-3
- Атабекова А. С. Здесь дружат с песней : Очерк о худож. самодеятельности с. Воютино Меленков. района. — Владимир : Б. и., 1966. — 15 с.
- Атабекова А. С. Когда в сердце горит огонек : Очерк о самодеятельном режиссёре-постановщике Н. В. Бычкове. — Владимир : Кн. изд-во, 1963. — 15 с.
- Атабекова А. С. Со школьной скамьи — на трактор. — Владимир : Кн. изд-во, 1963. — 15 с.
- Атабекова А. С. Человек достоин песни : (Из опыта работы Панфиловского Дома культуры Муромского производ. упр.). — Владимир : Кн. изд-во, 1963. — 19 с.
- Атабекова А. С. Поздний листопад: [сборник литературно-документальных произведений] / Антонина Степановна Атабекова. – Владимир : Транзит-Икс, 2015. – 207 с. ISBN 978-5-8311-0868-2.

## Награды и признание
- памятный значок «За активное участие в подготовке и проведении VI Всемирного фестиваля молодёжи и студентов» (1957)
- значок «За активную работу в комсомоле» (1958)
- нагрудный знак «Отличник культурного шефства над Вооружёнными силами» (1967)
- медаль «50 лет Вооружённых сил СССР» (1968)
- значок «50 лет ВЛКСМ» (1968)
- юбилейная медаль «За доблестный труд. В ознаменование 100-летия со дня рождения В. И. Ленина» (1970)
- нагрудный знак «За активную работу в профсоюзах» (1973)
- нагрудный знак «От Вооружённых сил СССР» (1973)
- медаль «Ветеран труда» (1978)
- Заслуженный работник культуры РСФСР (1979)[1]
- медаль «За доблестный труд в Великой Отечественной войне 1941—1945 гг.» (1992)
- юбилейная медаль «50 лет Победы в Великой Отечественной войне 1941—1945 гг.» (1995)
- значок «80 лет ВЛКСМ» (1998)
- знак «Фронтовик» (2000)
- почётный знак «За солидарность» (2003)
- юбилейная медаль «100 лет профсоюзам России» (2005)
- юбилейная медаль «60 лет Победы в Великой Отечественной войне 1941—1945 гг.» (2005)
- почётный знак «Честь, достоинство, профессионализм» (2007)
- юбилейная медаль «65 лет Победы в Великой Отечественной войне 1941—1945 гг.» (2010)

Занесена в книгу о фронтовиках Владимирской области — ветеранах Великой Отечественной войны, а также в Книгу почёта Владимирского обкома профсоюзов работников культуры (2010).